# Oxymonacanthus halli
Az Oxymonacanthus halli a sugarasúszójú halak (Actinopterygii) osztályának a gömbhalalakúak (Tetraodontiformes) rendjébe, ezen belül a vérteshalfélék (Monacanthidae) családjába tartozó faj.

## Előfordulása
Az Oxymonacanthus halli előfordulási területe az Indiai-óceán nyugati része és a Vörös-tenger.

## Megjelenése
Ez a hal legfeljebb 7 centiméter hosszú.

## Életmódja
Trópusi és tengeri hal, amely a korallzátonyokon él. Az Acropora nevű virágállatok korallpolipjaival táplálkozik.